# Will of the People
《Will of the People》은 2022년 8월 26일, 워너 레코드와 헬륨 3를 통해 발매된 영국의 록 밴드 뮤즈의 아홉 번째 스튜디오 음반이다. 이 밴드가 자체 제작한 이 음반은 뮤즈가 "신곡의 최고 히트 음반"이라고 묘사한 장르를 뛰어넘는 활발한 음반이다. 음반 〈Won't Stand Down〉, 〈Compliance〉, 〈Will of the People〉, 〈Kill or Be Killed〉, 〈You Make Me Feel It's Halloween〉에서 다섯 개의 싱글이 발매되었다.
《Will of the People》은 비평가들로부터 전반적으로 긍정적인 평가를 받았고 상업적인 성공을 거두어 밴드의 7번째 영국 1위 음반이 되었다. 이 음반을 지지하는 투어인 Will of the People World Tour는 2022년 4월에 시작되어 2022년과 2023년 내내 계속될 것이다.

## 배경 및 녹음
《Will of the People》은 캘리포니아주 샌타모니카의 매튜 벨라미의 레드 룸 스튜디오와 런던의 블랙 로지, 애비 로드 스튜디오에서 녹음되었다. 워너 레코드는 이 음반이 여러 장르에 걸쳐 있다고 말하며, 〈Will of the People〉을 "글램 로커"로, 〈Kill or Be Killed〉를 "산업적"으로 묘사했다. 프론트맨 매튜 벨라미는 워너가 최고의 히트 음반을 만들어 달라는 요청에 자극을 받았다고 말했다.
벨라미는 이 가사가 "우리를 오랫동안 사로잡아온 서구 제국과 자연계가 진정으로 위협을 받으면서 세계의 불확실성과 불안정이 증가하는 것에서 영감을 받았다"고 말했다. 그는 《Will of the People》을 "그 두려움들을 통한 개인적인 항해"라고 불렀다.

## 반응
| 전문가 평가         | 전문가 평가 |
| 총 점수             | 총 점수     |
| 출처                | 점수        |
| ------------------- | ----------- |
| 메타크리틱          | 71/100      |
| 평가 점수           |             |
| 출처                | 점수        |
| AllMusic            | [ 11 ]      |
| The Arts Desk       | [ 12 ]      |
| The Daily Telegraph | [ 13 ]      |
| DIY                 | [ 14 ]      |
| Gigwise             | [ 15 ]      |
| Kerrang!            | 4/5         |
| Mojo                | [ 17 ]      |
| musicOMH            | [ 18 ]      |
| NME                 | [ 19 ]      |
| Pitchfork           | 3.7/10      |

《Will of the People》은 비평가들로부터 대체적으로 긍정적인 평가를 받았다. 메인스트림 비평가들의 리뷰에 100점 만점에 정규화된 평점을 부여하는 메타크리틱에서 이 음반은 14개의 리뷰를 기반으로 100점 만점에 71점을 받아 "대체적으로 호의적"인 반응을 보였다.

## 상업적 성과
《Will of the People》은 모국에서 1위로 데뷔했고, 영국은 첫 주에 51,500장을 팔았고, 영국 음반 차트에서 7번째로 1위를 차지했다. 미국에서 이 음반은 빌보드 200에서 15위로 데뷔했으며, 24,000장의 앨범 등가 단위로 톱 얼터너티브 음반과 톱 록 음반 차트에서 1위를 차지했다. 2022년 10월 기준으로, 《Will of the People》은 전 세계적으로 20만 장 이상 판매되었다.

## 곡 목록
모든 곡들은 매튜 벨라미에 의해 작사/작곡하였다.
| #   | 제목                                     | 재생 시간 |
| --- | ---------------------------------------- | --------- |
| 1.  | 〈Will of the People〉                   | 3:18      |
| 2.  | 〈Compliance〉                           | 4:10      |
| 3.  | 〈Liberation〉                           | 3:06      |
| 4.  | 〈Won't Stand Down〉                     | 3:29      |
| 5.  | 〈Ghosts (How Can I Move On)〉           | 3:36      |
| 6.  | 〈You Make Me Feel Like It's Halloween〉 | 3:00      |
| 7.  | 〈Kill or Be Killed〉                    | 5:00      |
| 8.  | 〈Verona〉                               | 4:56      |
| 9.  | 〈Euphoria〉                             | 3:23      |
| 10. | 〈We Are Fucking Fucked〉                | 3:36      |

## 인증
| 국가                               | 인증 | 판매량/출하량 |
| ---------------------------------- | ---- | ------------- |
| 프랑스 (SNEP)                      | 골드 | 50,000        |
| 영국 (BPI)                         | 실버 | 60,000        |
| 판매량+스트리밍을 기반으로 한 인증 |      |               |